# Huliyurdurga, Kunigal
Huliyurdurga là một làng thuộc tehsil Kunigal, huyện Tumkur, bang Karnataka, Ấn Độ.